# Iglesia del Sagrado Corazón (Detroit)
La iglesia, convento y rectoría católica del Sagrado Corazón (en inglés Sacred Heart Roman Catholic Church, Convent and Rectory) es un complejo de la iglesia católica ubicado en 1000 Eliot Street en Detroit, la ciudad más grande de Míchigan (Estados Unidos). Fue designada Sitio Histórico del Estado de Míchigan en 1975 y se incluyó en el Registro Nacional de Lugares Históricos en 1980.

## Historia
La iglesia del Sagrado Corazón, construida en 1875, fue el tercer templo católico alemán construida en Detroit. La parroquia fue fundada para servir a los miembros alemanes de la comunidad de Detroit, no solo con la iglesia misma, sino también con sus escuelas primarias y secundarias. La iglesia continuó como una parroquia principalmente alemana hasta después de la Primera Guerra Mundial, cuando un gran número de negros se mudó a Detroit y se estableció a lo largo de Hastings Street. La población alemana se mudó lentamente en este momento.

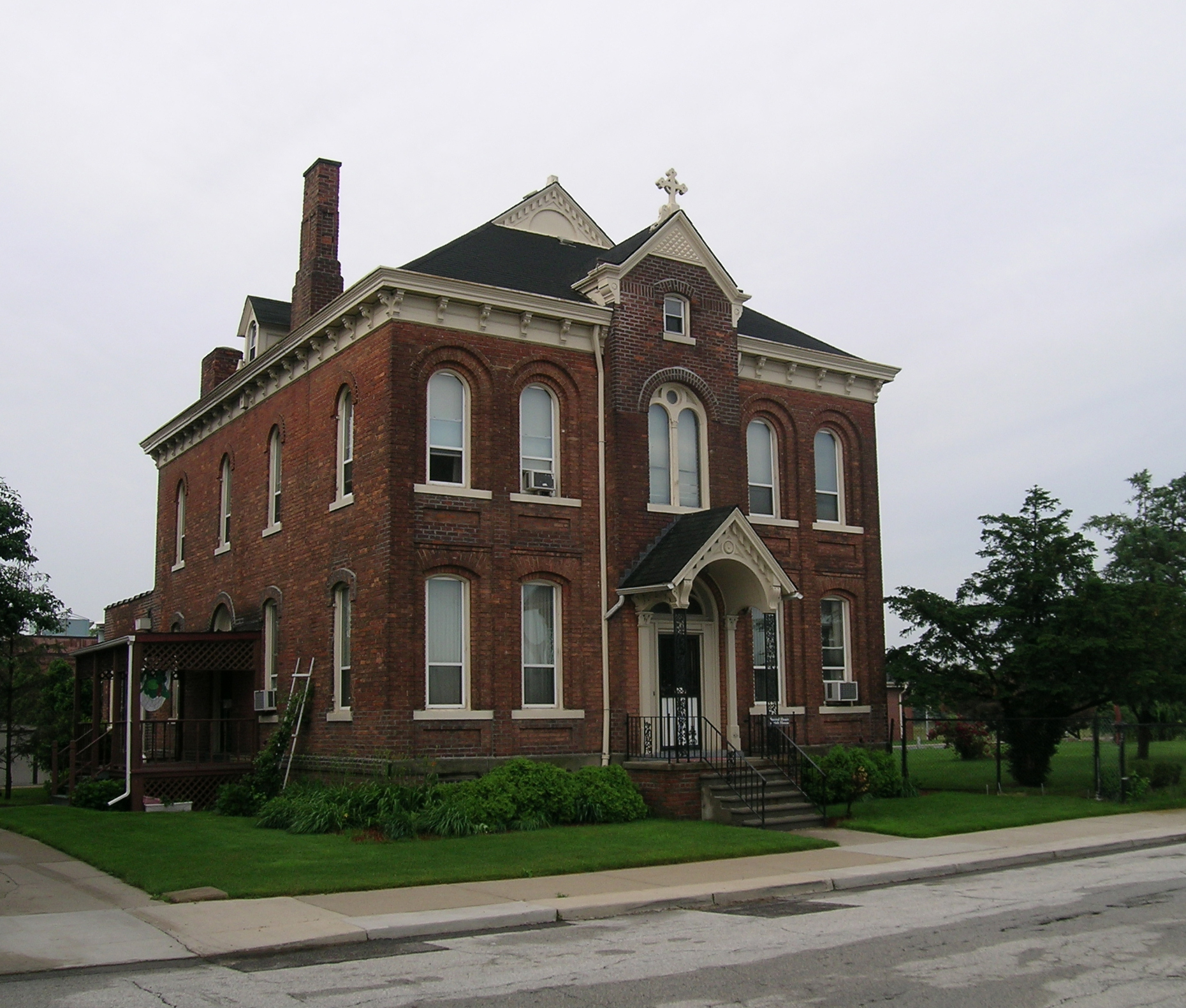
Rectoría de la Iglesia del Sagrado Corazón

En 1911, algunos de los residentes negros más nuevos de la fe católica establecieron una capilla en la antigua Santa María. En 1914, la creciente congregación se mudó a una iglesia episcopalista convertida en Eliot y Beaubien. La iglesia floreció y, a fines de la década de 1930, la congregación solicitó mudarse al cercano Sagrado Corazón, debido en parte al edificio de la escuela en el sitio. En 1938, el Sagrado Corazón se convirtió de una parroquia alemana a una parroquia afroamericana. La congregación en ese momento contaba con aproximadamente 1500 miembros, y rápidamente utilizaron la escuela del Sagrado Corazón, y graduaron la primera clase de la escuela secundaria en 1945.
Después de la Segunda Guerra Mundial, se construyó a autopista Interestatal  75 a través del área, desplazando a los feligreses negros que vivían en Hastings. En 1957, la parroquia cerró su escuela secundaria y, ocho años después, su escuela primaria. Sin embargo, la iglesia aún continúa ofreciendo misa semanal.

## Arquitectura
La iglesia del Sagrado Corazón es una estructura italiana de ladrillo rojo con frontón y una entrada que se proyecta hacia la calle. El campanario y la aguja de madera están pintados de color crema, que contrasta con el rojo intenso de las paredes de ladrillo. Seis tramos con ventanas de dos pisos se alinean a ambos lados de esta iglesia. El séptimo tramo alberga la sacristía y las salas de servicio se ubican en el séptimo tramo.

## Otras lecturas
- Godzak, Roman (2000). Archdiocese of Detroit (Images of America). Arcadia Publishing. ISBN 9780738507972.
- Godzak, Roman (2004). Catholic Churches of Detroit (Images of America). Arcadia Publishing. ISBN 0738532355.
- Godzak, Roman (2000). Make Straight the Path: A 300 Year Pilgrimage Archdiocese of Detroit. Editions du Signe. ISBN 2746801450.
- Tentler, Leslie Woodcock with foreword by Cardinal Edmund Szoka (1992). Seasons of Grace: A History of the Catholic Archdiocese of Detroit. Wayne State University Press. ISBN 0814321062.
- Tutag, Nola Huse with Lucy Hamilton (1988). Discovering Stained Glass in Detroit. Wayne State University Press. ISBN 0-8143-1875-4.